# Brochiraja vittacauda
Brochiraja vittacauda — вид хрящевых рыб рода Brochiraja семейства Arhynchobatidae отряда скатообразных. Обитают в западной части Тихого океана между 33° ю. ш. и 35° ю. ш. Встречаются на глубине до 973 м. Их крупные, уплощённые грудные плавники образуют округлый диск со треугольным рылом. Максимальная зарегистрированная длина 71,9 см. Не являются объектом целевого промысла.

## Таксономия
Впервые вид был научно описан в 2012 году. Видовой эпитет происходит от слов лат. vitta — «лента» и лат. cauda — «хвост». Голотип представляет собой взрослого самца длиной 71,9 см, пойманного в водах между Новой Зеландией и Новой Каледонией (34°18′ ю. ш. 168°24′ в. д.) на глубине 809—857 м. Паратип: неполовозрелый самец длиной 36 см, пойманные там же на глубине 629—973 м.

## Ареал
Эти скаты обитают в Тасмановом море на ограниченной территории между Новой Зеландией и Новой Каледонией. Встречаются на глубине 629—973 м.

## Описание
Широкие и плоские грудные плавники этих скатов образуют округлый диск с широким треугольным рылом.  На вентральной стороне диска расположены 5 жаберных щелей, ноздри и рот. На тонком хвосте имеются латеральные складки. У этих скатов 2 редуцированных спинных плавника и редуцированный хвостовой плавник. Хвост тонкий и длинный, с довольно широким коническим основанием, в 1,2—1,4 раза превышает длину диска, в 2,3—2,8 раз длину головы по вентральной стороне, в 4,7—5,8 длину рыла. Глаза довольно крупные, их диаметр в 2,8—3,1 раз больше расстояния от кончика рыла до глаз. Передний край брюшных плавников лопатовидный. Центральная часть дорсальной поверхности диска покрыта крошечными колючими чешуйками. Остальное пространство лишено чешуи, за исключением края рыла, покрытого шипами и области аларных колючек и взрослых самцов. Срединный ряд из 36—51 хвостовых шипов окружён небольшими чешуйками. Имеется единичный редуцированный преорбитальный шип. Аларные колючки сливаются, образуя широкую зону, окружённую скуловыми колючками меньшего размера. Дорсальная поверхность тёмно-фиолетового цвета. Вентральная поверхность коричневато-синяя, темнее дорсальной. На вентральной стороне диска имеется несколько пор с бледной каймой. Грудные плавники образованы 76—77 лучами. Верхних зубных рядов 40—44. Максимальная зарегистрированная длина 71,9 см.

## Взаимодействие с человеком
Эти скаты не являются объектом целевого лова. Международный союз охраны природы ещё не оценил охранного статуса вида.